# National Museum of Women in the Arts

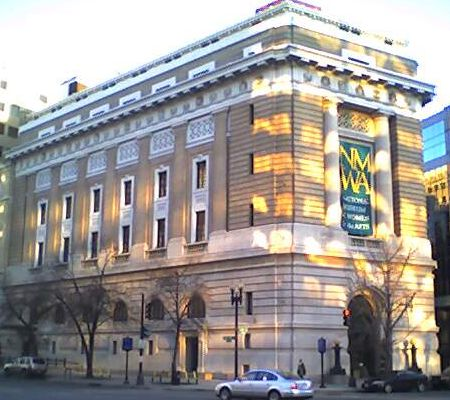
National Museum of Women in the Arts

Das National Museum of Women in the Arts in Washington ist eines der größeren Kunstmuseen in den USA und das größte in der Welt, das ausschließlich Kunstwerke von Frauen sammelt.

## Entstehung des Museums
Als 1893 während der Weltausstellung erstmals eine größere Ausstellung mit von Frauen geschaffenen Kunstwerken gezeigt wurde, erwuchs bei vielen Besuchern erstmals der Wunsch, ein Haus für die Künstlerinnen der Weltgeschichte mit einer ständigen Ausstellung zu schaffen. Doch erst zum Ende des 20. Jahrhunderts wurde dieser Wunsch mit der Gründung des „National Museum of Women in the Arts“ umgesetzt. Hauptinitiatorin war Wilhelmina Cole Holladay, die in selbstlosem Werben eine ganze Reihe von Organisationen und Privatpersonen für das Projekt gewinnen konnte. Grundstock der Sammlung bildete die eigene Collection, die sie zusammen mit ihrem Mann Wallace F. Holladay seit den 60er Jahren zusammengetragen hatte. 1981 wurde das neue Museum als eine private, gemeinnützige Einrichtung offiziell eingetragen. Zwei Jahre später, 1983, konnte für die Sammlung, die bisher über keine eigenen Räumlichkeiten verfügte, ein eindrucksvolles Gebäude erworben werden. Es handelte sich dabei um den früheren Freimaurertempel der Großloge „District of Columbia“. Nach umfangreichen Arbeiten am Gebäude, konnte das Museum 1987 erstmals in einem eigenen Gebäude seine Pforten öffnen.
Das Museum beherbergt heute eine beeindruckende Sammlung von Kunstwerken, die den Zeitraum von der Renaissance bis zur Gegenwart abdecken und aufzeigen, dass es schon immer auch künstlerisch tätige Frauen gab.

## Ausgewählte Kunstwerke

### Arbeiten bis zum Ende des 18. Jahrhunderts
Sofonisba Anguissola: Bildnis einer Frau mit ihrer Tochter; Rosalba Carriera: Allegorie von Amerika; Lavinia Fontana: Bildnis einer Frau; Die Heilige Familie mit dem Johannesknaben; Marguerite Gérard: Präludium zu einem Konzert; Angelika Kauffmann: Die Familie des Earl of Gower; Adélaïde Labille-Guiard: Presumed Portrait of the Marquise de Lafayette; Judith Leyster: Das Konzert; Charlotte Mercier: Bildnis der Madeleine de la Bgoière de Perchambault; Bildnis des Oliver le Gouidic de Troyen; Louise Moillon: Stillleben mit Zitronen, Orangen und Granatäpfeln; Marie-Geneviève Navarre: Bildnis einer Frau; Clara Peeters: Stillleben mit Fisch und Katze; Rachel Ruysch: Blumen in einer Vase; Blumen in einem Krug; Elisabetta Sirani: Maria mit dem Kinde; Anna Dorothea Therbusch: Frau mit Schleier; Elisabeth-Louise Vigée-Lebrun: Bildnis der Prinzessin Belozersky; Bildnis eines kleinen Jungen

### Arbeiten des 19. Jahrhunderts
Cecilia Beaux: Bildnis der Ethel Page; Rosa Bonheur: Schafe am Meer; Mary Cassatt: Das Bad; Camille Claudel: Junges Mädchen mit einem Bündel (Plastik); Eva Gonzalès: Bildnis einer Frau in Weiß; Berthe Morisot: Der Vogelkäfig; See am Bois de Boulogne; Lilla Cabot Perry: Bildnis der Elsa Tudor; Dame mit Veilchenschale; Dame im Abendkleid

### Arbeiten des 20. Jahrhunderts
Lola Álvarez Bravo: De Generación en Generación; Alice Baber: Burning Boundary; Sonia Delaunay: Studie für Portugal; Eulabee Dix: Bildnis der Ethel Barrymore; Junge mit roten Haaren; Bildnis der Betty Sadler; Malvina Hoffmann: Anna Pavlova (Plastik); Frida Kahlo: Selbstbildnis, Leon Trotzki gewidmet; Ida Kohlmeyer: Chauffeur;  Käthe Kollwitz: In seinen Armen liegen (Plastik); Der Abschied (Plastik); Elaine de Kooning: Bacchus Nr. 3; Jardin de Luxembourg VII; Lotte Laserstein: Traute, sich waschend; Marie Laurencin: Bildnis eines jungen Mädchens mit Hut; Doris Lee: Kirchen in der Sonne (Siesta); Paula Modersohn-Becker: Kopf einer alten Bauersfrau; Gabriele Münter: Kind mit Ball; Der Staffelsee im Herbst; Frühstück der Vögel; Anne Truitt: Summer Dryad (Plastik); Suzanne Valadon: Kämmender Frauenakt; Blumenstrauß in einer Empire-Vase; Die weggeworfene Puppe; Mädchen auf niedriger Mauer; Marguerite Thompson Zorach: Liegender Frauenakt

## Auszeichnung
- 2015 Simone-de-Beauvoir-Preis